# Мінерал Q
Мінерал Q (рос. минерал Q; англ. mineral Q; нім. Mineral Q n) — складний сульфід. За спектральним аналізом містить Fe, Cu, Sb, Pb, Ag. Сингонія моноклінна. Голчастий. Колір сірий. Знайдений у піритоарсенопіритових рудах в Йєллоунайф (Півн.-Західні Території, Канада), L.Coleman, 1953.